# Rotonda della Madonna del Monte
La Rotonda della Madonna del Monte  è una chiesa sconsacrata in stile romanico a pianta circolare. È quanto rimane di un complesso monastico di fondazione benedettina, la Madonna del Monte, edificato intorno al 1116 sul colle dell'Osservanza a Bologna. Oggi è inglobata nella neoclassica Villa Aldini.

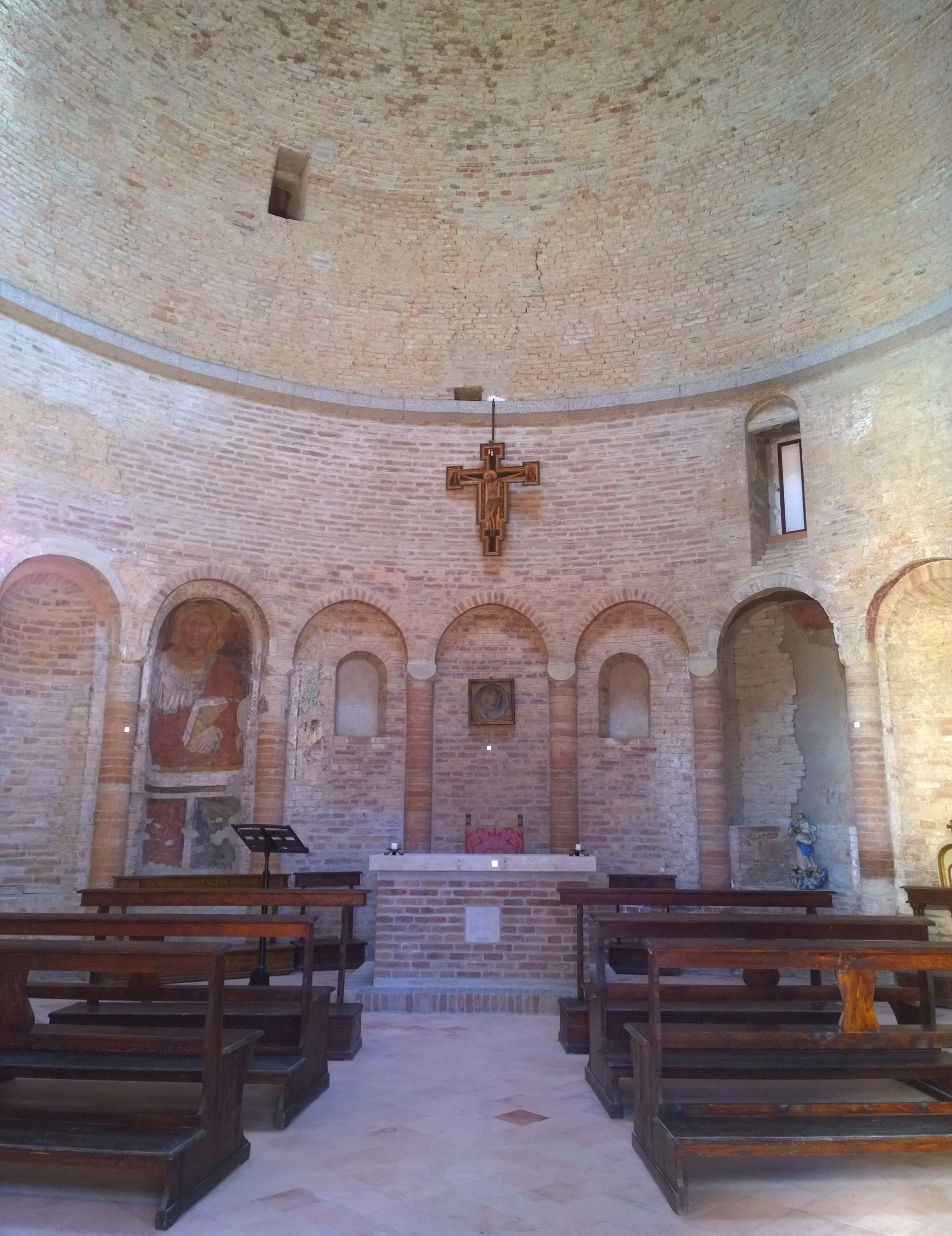
L'interno della Rotonda della Madonna del Monte

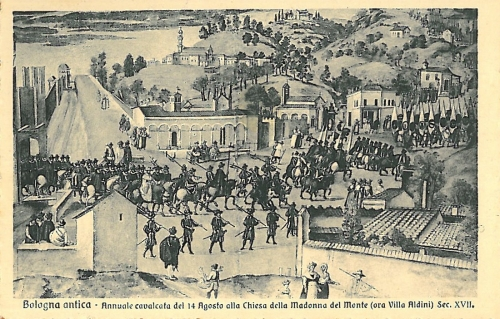
Cartolina postale, editore Mengoli Giovanni, Bologna, sec. XVII. Annuale cavalcata del 14 Agosto alla Chiesa della Madonna del Monte

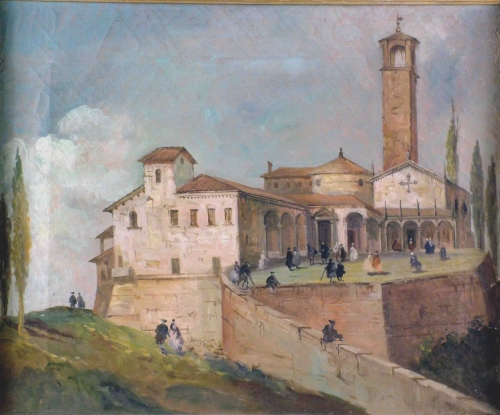
Anonimo bolognese, fine XIX secolo, olio su tela. Veduta dell'antichissima Chiesa della Madonna del Monte. È riconoscibile la "Rotonda" tuttora esistente.

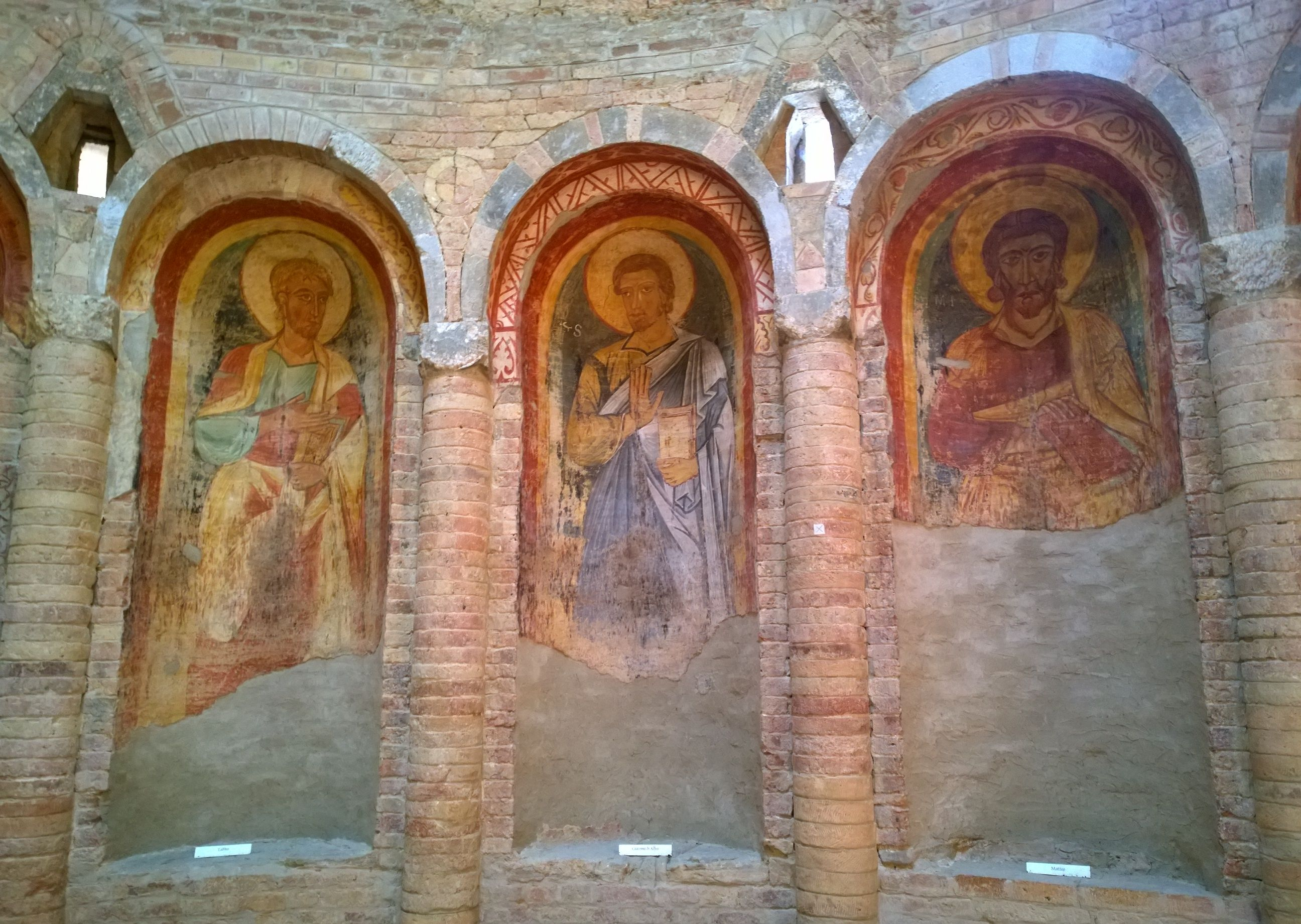
Nicchie affrescate all'interno della Rotonda della Madonna del Monte, sec. XII. Nelle nicchie, da sinistra a destra, gli apostoli: san Giuda Taddeo, san Giacomo e san Matteo.

## Il monastero della Madonna del Monte
Le prime testimonianze scritte relative al monastero della Madonna del Monte risalgono al XV secolo.
In una cronaca del 1465 Graziolo Accarisi riporta la leggenda, non priva di elementi veritieri, di Picciola Galluzzi, vedova ricca e devota che, scelta la vita eremitica, si ritirò sul colle allora chiamato di san Benedetto; la leggenda racconta che una colomba disegnò un ampio cerchio depositando sul terreno dei grossi pezzi di legno. Picciola, interpretando il fatto come un segno divino, in accordo con le istituzioni religiose della città, decise di promuovere e sostenere economicamente la costruzione di un edificio circolare dedicato alla Maria Vergine. Un evento del 1443 portò grande visibilità e frequentazione a questo convento. In seguito alla vittoria dei bolognesi nella battaglia avvenuta a San Giorgio di Piano fra le milizie bolognesi capitanate da Annibale Bentivoglio e le truppe viscontee comandate da Luigi Dal Verme, ebbe inizio la tradizione della  processione alla Madonna del Monte. Per la prima volta, il 14 agosto del 1443, il popolo bolognese preceduto dalle milizie di Annibale, si recò in processione per ringraziare la Vergine della vittoria. Questa tradizione, che con alterne vicende durerà fino al 1758, portò al monastero un progressivo arricchimento in cappelle e affreschi oggi andati perduti. Nei primi anni del XIX secolo durante il governo napoleonico il complesso claustrale venne demolito: l'avvocato Antonio Aldini, deputato della Repubblica Cisalpina e fedele di Napoleone Bonaparte, decise di far costruire una villa da destinare ai futuri soggiorni bolognesi di Napoleone; acquistò la chiesa di San Paolo in Monte, oggi nota come Chiesa dell'Osservanza, e quella limitrofa della Madonna del Monte; le demolì e ne ricavò il materiale da destinare ad una nuova costruzione neoclassica: Villa Aldini. 
Nel 1938-39 il Comune rilevò la villa dando inizio ad una campagna di recupero dell'edificio coordinata dall'ing. Guido Zucchini, collaboratore e continuatore delle opere di restauro di Alfonso Rubbiani a Bologna. 

## La Rotonda della Madonna del Monte
L'ing. Zucchini ristrutturò la Rotonda - diventata sala da pranzo ai tempi di Aldini - e riportò alla luce sia l'originaria struttura dello spazio, sia gli antichi affreschi nelle nicchie al suo interno. Questi ultimi, che costituiscono un unicum nel panorama artistico bolognese, sono datati, da gran parte degli studiosi, al XII secolo.
La Rotonda ha un diametro di 10 metri e lungo il suo perimetro interno si snodano 19 nicchie un tempo interamente affrescate. All'interno di alcune di queste sono ancora visibili i resti di affreschi medievali raffiguranti alcuni degli apostoli e il frammento raffigurante il viso della Madonna; inoltre è visibile un Cristo benedicente risalente al XV secolo. Dell'affresco della Vergine è rimasto un frammento del viso oggi strappato, incorniciato ed esposto in una delle nicchie della Rotonda; le dimensioni della figura della Madonna, analoghe a quelle degli apostoli, e la sua collocazione, non la rendevano adatta a diventare oggetto di venerazione; infatti, nella seconda metà del '300 all'interno della Rotonda venne collocata una Madonna con Bambino su tavola, dipinto attribuito a Simone dei Crocifissi, che ben presto divenne oggetto di culto locale. Nel 1443 prese il nome di Madonna della Vittoria perché è alle sue intercessioni che venne attribuita la vittoria della battaglia dei Bentivoglio contro i Visconti nell'agosto del 1443 a San Giorgio di Piano. La tavola è oggi conservata presso la chiesa di San Salvatore.